# SG Hörlitz
Die SG Hörlitz (voller Name Sportgemeinschaft Hörlitz) war eine Sportgemeinschaft aus Hörlitz im damaligen Kreis Senftenberg in Brandenburg, deren Fußballabteilung in den Nachkriegsjahren kurzzeitig eine Rolle im Brandenburger Fußball spielte. Der Ort Hörlitz befindet sich heute in der Gemeinde Schipkau im Landkreis Oberspreewald-Lausitz.

## Geschichte
Nach dem Ende des Zweiten Weltkriegs wurden überall in der Sowjetischen Besatzungszone kommunale Sportgemeinschaften gebildet. Dabei entstand in dem Industrieort Hörlitz im Lausitzer Braunkohlerevier, der von der Braunkohlegrube und Brikettfabrik Meurostolln geprägt war, die SG Hörlitz.
In der Bezirksklasse Westlausitz belegte die SG Hörlitz in der Spielzeit 1946  den neunten Platz und in der Spielzeit 1947/48 den vierten Platz. Dadurch erhielt die SG Hörlitz 1948 einen Platz in der neugebildeten Landesklasse Brandenburg, stieg aus deren Staffel Ost aber 1949 als Tabellenvorletzter wieder ab. In der Folgezeit wurde aus der SG Hörlitz die Betriebssportgemeinschaft (BSG) Meurostolln, die 1954 in die BSG Aktivist Senftenberg eingegliedert wurde.
In der Traditionslinie der Hörlitzer Sportgemeinschaften stehen die 1962 gegründete BSG Empor Hörlitz und der 1990 aus dieser hervorgegangene FSV Empor Hörlitz. Empor Hörlitz spielt seit 2003 in der zehntklassigen Kreisliga Südbrandenburg.